# Dasychira chinensis
Dasychira chinensis är en fjärilsart som beskrevs av Swinhoe 1903. Dasychira chinensis ingår i släktet Dasychira och familjen tofsspinnare. Inga underarter finns listade i Catalogue of Life.